# استبان مارتینز

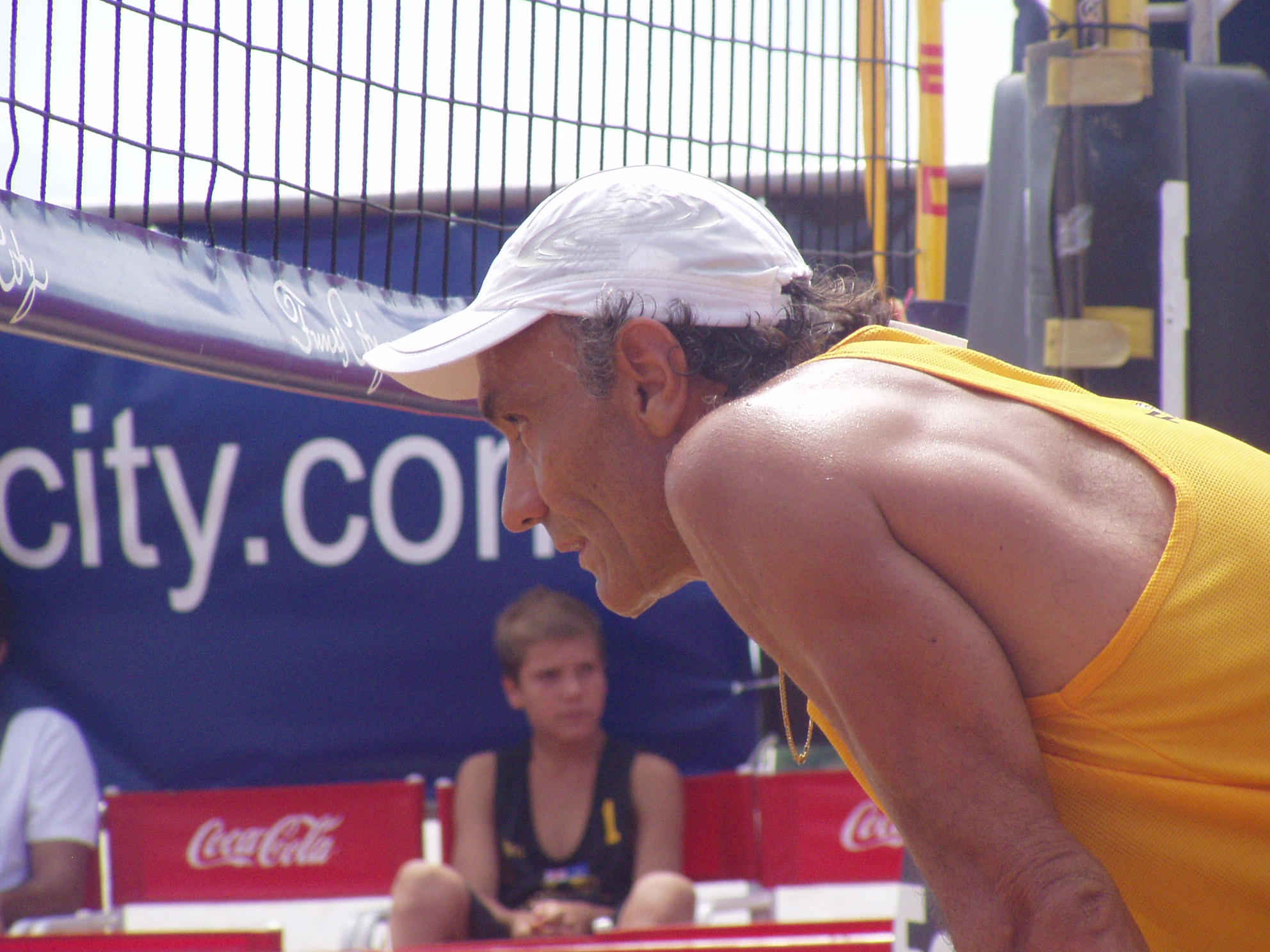
ادواردو استبان مونو مارتینز والیبالیست آرژانتینی

ادواردو استبان مونو مارتینز (به انگلیسی: Eduardo Esteban Mono Martínez) (زاده ۲۵ سپتامبر ۱۹۶۱) بازیکن والیبال اهل آرژانتین، که عضو سابق تیم ملی والیبال آرژانتین بود.